# Сан-Фердинандо-ди-Пулья
Са́н-Фердина́ндо-ди-Пу́лья (итал. San Ferdinando di Puglia) —  коммуна, расположенная в провинции Барлетта-Андрия-Трани, в регионе Апулия, Италия.
Население коммуны составляет, на 01.01.2023 года, 13 667 человек, плотность населения ─ 331,48 чел./км². Занимает площадь 41,23 км².
Покровителем коммуны почитается святой Фернандо III (король Кастилии), день памяти ─ 30 мая.

## География
Находится на левой стороне долины реки Офанто, на небольшом холме и вокруг его склонов, на высоте 68 метров над уровнем моря. Город окружен виноградниками, оливковыми персиковыми и миндальными садами, посадками артишоков.

## История
Сан-Фердинандо-ди-Пулья основан королём Фердинандом II в 1847 году как сельскохозяйственная колония, на месте древней деревни Сан-Кассиано, с целью разрешения экономических и социальных проблем южной части Апулии.

## Экономика
На сегодняшний день экономическая жизнь города связана, в основном, с производством и переработкой продукции сельского хозяйства.
Святым покровителем города считается Св. Фердинанд III Кастильский, чей день празднуется в начале в начале сентября.

## Фестивали
Каждый год в конце октября — начале ноября в Сан-Фердинандо-ди-Пулья проходит Национальная ярмарка, выставка-фестиваль специалистов по выращиванию артишока, персиков и груш с вручением призов и наград.

## Администрация коммуны
Главой коммуны является мэр Арианна Кампореале (итал. Arianna Camporeale), с 14 июня 2022 года.
Муниципалитет входит в движение «Соглашение мэров».